# Josep Comas i Tàpies
|  | «Josep Comas » redirigeix aquí. Vegeu-ne altres significats a «Josep Comas (desambiguació)». |

Josep Comas i Tàpies (Barcelona, 1915) és un dramaturg català, que de vegades signa les obres amb el pseudònim Josep Tàpies. Llicenciat en lletres, he escrit diferents obres de teatre, algunes de les quals les ha firmat al costat de Santiago Vendrell o de Rafael Anglada. Destaquen: El port de les boires (1953), Una història qualsevol (1954), El gran egoista (1955), L’ase volador (1955), Crim i silenci (1956), Passaport a l'eternitat (1957) i L'estrella de Nadal (1957).